# Шпанска краљевска академија
Шпанска краљевска академија (шп. Real Academía Española (RАЕ)) је институција одговорна за очување и неговање шпанског језика. Главно седиште се налази у Мадриду, међутим, тесно сарађује са националним академијама шпанског језика у 22 земље Америке и Филипина.

## Историја
Шпанска краљевска академија је основана 1713. године на иницијативу Хуана Мануела Фернандеза Пачека (шп. Juan Manuel Fernández Pacheco, маркиза од Виљене и грофа од Ескалоне, с циљем да се шпански језик, који је у XVI веку достигао врхунац и у XVII веку консолидацију, стандардизује у свој својој лепоти, чистоћи и величини.
Академија је основана према моделу италијанске језичке академије (1582) и француске језичке академије (1635). Краљ Фелипе V ју је одобрио 3. октобра 1714. године издавањем Краљевског декрета, у коме је ставља „под краљевску заштиту“. То је значило да академици уживају посебне привилегије и изузећа специјално одобрена од краљевске куће.
Године 1723. Шпанској краљевској академији је додељено 60.000 реала (стари шпански новац) годишње за трошкове публикација. Фернандо VI је одобрио објављивање Академијиних дела и дела њених чланова без претходне цензуре.
Године 1784. Марија Исидра Кинтина де Гузман и ла Серда постаје прва жена која је докторирала на универзитету у Алкали и у исто време постаје почасни члан Академије. Међутим, иако је вероватно била прва жена академик на свету, након што је одржала говор захвалницу, више се није појавила, нити је било жена академика после ње све до 1978, када је изабрана Кармен Конде, затим Елена Кирога 1983, и Ана Марија Матуте, 1995. године.
Од 1870, у Америци и на Филипинима се оснивају одговарајуће академије шпанског језика. Данас ове академије имају исти ниво и услове као Шпанска краљевска академија. Године 2000, Шпанска краљевска академија заједно са Удружењем академија шпанског језика добиле су награду Принц од Астурије за сложност (шп. Premio Príncipe de Asturias de la Concordia.
Дана 20. октобра 1993. основана је Фондација Шпанске краљевске академије, тело које има за циљ сакупљање економских средстава за финансирање подухвата Академије. Њоме руководи патронат чији је почасни председник краљ Хуан Карлос I, председник је гувернер Банке Шпаније, и потпредседник је директор Шпанске краљевске академије. Чланови су академици, председници аутономних покрајина и приватних фирми, као чланови оснивачи.
Фондација је отворена за учешће појединаца путем одговарајуће квоте као чланова доброчинитеља. Међу оствареним пројектима ове фундације налазе се Студентски речник (шп. Diccionario del estudiante) и Панхиспански речник недоумица (шп. Diccionario panhispánico de dudas), као и пројекти у реализацији као што је Нормативна граматика (шп. Gramática normativa).

## Основне функције
Први члан Правилника Шпанске краљевске академије гласи:
"Основни задатак Шпанске краљевске академије је да води рачуна да промене у шпанском језику које се дешавају у непрекидном процесу прилагођавања језика потребама говорника не наруше јединство које шпански језик има у хиспанском свету. Такође треба да води рачуна да језик у току еволуције задржи дух који се формирао и консолидовао током векова. Успостављаће и шириће критеријуме и норме коректног језика у циљу доприношења његовој величанствености. Да би се постигли ови циљеви, подржаваће студије о прошлости и о садашљости шпанског језика, радиће на објављивању и ширењу писане речи, како из области књижевности (посебно класичне), тако и из других области које сматра важним, и одржаваће сећање на оне, како из Шпаније тако и из Америке, који су допринели слави нашег језика. Као члан Удружења академија шпанског језика, полагаће посебну пажњу на одржавање односа и контаката са осталим чланицама."

## Удружење академија шпанског језика
Удружење академија шпанског језика је основано у Мексику 1951. године и састоји се од 22 постојеће академије за шпански језик.
Следеће академије чине Удружење, и поређане су према години оснивања:
- Шпанска краљевска академија (1713)
- Колумбијска академија језика (1871)
- Екваторијанска академија језика (1874)
- Мексичка академија језика (1875)
- Салвадоранска академија језика (1876)
- Венецуеланска академија језика (1883)
- Чилеанска академија језика (1885)
- Перуанска академија језика(1887)
- Гватемалска академија језика (1887)
- Костариканска академија језика(1923)
- Филипинска академија шпанског језика (1924)
- Панамска академија језика (1926)
- Кубанска академија језика (1926)
- Парагвајска академија шпанског језика (1927)
- Доминиканска академија језика (1927)
- Боливијска академија језика (1927)
- Никарагванска академија језика (1928)
- Аргентинска филолошка академија (1931)
- Национална филолошка академија Уругваја(1943)
- Хондураска академија језика (1949)
- Порториканска академија шпанског језика (1955)
- Академија шпанског језика у САД (1973) — члан Удружења од 1980.

Сарадња између Шпанске краљевске академије и других академија шпанског језика се огледа у коауторству 22. издања (2001) Речника Шпанске краљевске академије, Правописа из 1999. који се сматра панхиспанским делом, као и најновије дело Панхиспански речник недоумица (2005).
Пројекти који су у току су израда Граматике шпанског језика и Речника американизама. Од 2000. године постоји Школа хиспанске лексикографије којој је додељена стипендија Шпанске краљевске академије и Фондације Каролина за образовање стручњака у области шпанске лексикографије.

## Најважнија издања
- 1726. — Речник ауторитета (шп. Diccionario de Autoridades). Оригинални наслов ове књиге је Речник кастиљанског језика (шп. Diccionario de la lengua castellana). Реч „ауторитети“ се односи на писце из чијих дела су узети примери као илустрација објашњења речи и израза. Овај речник поред значења речи, такође објашњава изразе или начине говора, пословице и изреке као и друге начине употребе језика. У периоду 1726—1739. издато је шест томова.
- 1741. — Правопис шпанског језика (шп. Ortografía de la lengua española) као и Правопис кастиљанског језика (шп. Ortografía de la lengua española) из 1754. почињу први напори да се уведе ред у правопис и да се поставе норме. Краљевским декретом из 1780. године настава кастиљанског језика је постала обавезна у свим школама. Ова два правописа настоје да поједноставе и реше одређене правописне проблеме, као на пример: pf —> f; ss, th се елиминишу, итд. У периоду између 1741. и 1815. објављено је осам издања Правописа, што је уједно и довело до коначног елиминисања правописног хаоса из кастиљанског језика. Најскорије издање датира из 1999, у чијој су изради удружиле снаге Шпанска краљевска академија и академије шпанског језика из хиспаноамеричких земаља и Филипина, разлог због чега се тај правопис сматра панхиспанским, и замењује Нове норме прозодије и правописа из 1959. године.
- 1771. — Граматика шпанског језика (шп. Gramática de la lengua española). Почетком 20. века било је пуно издања, све до 1931. када настаје дуга пауза. Најскорија ревизија ове књиге је Нацрт за нову граматику шпанског језика (шп. Esbozo de una nueva gramática de la lengua española) из 1973, мада је Академија такође објавила ауторску граматику, која сама по себи није дело саме Академије: Граматику аутора Емилија Аларкоса, 1994. Тренутно се ради заједничким снагама између Шпанске краљевске академије и других академија шпанског језика из Америке и Филипина на стварању нове граматике шпанског језика.
- 1780. — Речник шпанског језика (шп. Diccionario de la lengua española). Двадесет прво издање је из 1992, а двадесет друго из 2001.
- 1914. — Булетин Шпанске краљевске академије
- 1927. — Илустровани речник шпанског језика  (шп. Diccionario manual e ilustrado de la lengua española). Четврто издање из 1989.
- 1933. — Историјски речник шпанског језика (шп. Diccionario histórico de la lengua española). Једино и недовршено издање.
- 1996. — Школски речник Шпанске краљевске академије (шп. Diccionario escolar de la RAE). Друго издање из 1997.
- 2005. — Студентски речник (шп. Diccionario del estudiante).
- 2005. — Панхиспански речник недоумица (шп. Diccionario panhispánico de dudas), заједнички рад Шпанске краљевске академије и академија шпанског језика у Америци и Филипинима.
- 2006. — Основни речник шпанског језика (шп. Diccionario esencial de la lengua española). Овај речник је нека врста прелаза између 22. и 23. издања Речника Шпанске краљевске академије.